# Tahir Yiğit
Tahir Yiğit, né le 30 septembre 2001, est un coureur cycliste turc.

## Biographie
Tahir Yiğit est né en septembre 2001 à Alanya ou Diyarbakır, selon les sources,. Dans les catégories de jeunes, il se distingue en remportant divers titres de champion national en VTT. Il devient également champion de Turquie du contre-la-montre juniors en 2019.
En 2020, il intègre l'équipe continentale Spor Toto. Avec cette formation, il termine troisième du championnat de Turquie sur route en 2023, chez les espoirs et les élites. Il représente également son pays natal aux championnats d'Europe en 2024.

## Palmarès sur route

### Par année
- 2019
  -  Champion de Turquie du contre-la-montre juniors
- 2023
  - 3e du championnat de Turquie sur route
  - 3e du championnat de Turquie sur route espoirs
- 2025
  - 2e étape du Tour d'Iran - Azerbaïdjan

### Classements mondiaux
| Année                                 | 2022  | 2023 | 2024  |
| ------------------------------------- | ----- | ---- | ----- |
| Classement mondial                    | 2141e | 845e | 1515e |
| UCI Europe Tour                       | 1346e | 607e | nc    |
|                                       |       |      |       |
| Légende : nc = non classéSource : UCI |       |      |       |